# Thomas Paris
Thomas Paris est un auteur français né en 1970 à Besançon. Il est polytechnicien (promotion 1991)

## Œuvres
- Le droit d'auteur : l'idéologie et le système, préface par Jean-Daniel Reynaud, 2002
- En collaboration avec Maryvonne de Saint-Pulgent et Pierre-Jean Benghozi,  Mondialisation et diversité culturelle, paru à l'initiative de l'IFRI-Institut français des relations internationales, 2003
- Pissenlits et petits oignons, Buchet-Chastel, 2005
- Avec ses moustaches, Buchet-Chastel, 2006
- La Tournée d'adieux, Buchet-Chastel, 2015